# Titu Liviu Chinezu
Tit Liviu Chinezu (Huduc, 22 dicembre 1904 – Sighetu Marmației, 15 gennaio 1955) è stato un vescovo cattolico rumeno della Chiesa greco-cattolica rumena.

## Biografia
Titu Liviu Chinezu nacque a Huduc, oggi Maiorești, il 22 dicembre 1904. Suo padre era un prete greco-cattolico. Fin da quando era bambino ebbe una vita non facile. Per recarsi a scuola in un villaggio vicino doveva camminare a piedi tutti i giorni, al gelo o al caldo, alla pioggia o sotto una bufera di neve.

### Formazione e ministero sacerdotale
Dopo gli studi primari frequentò le scuole secondarie in tre diversi istituti. Studiò al ginnasio sassone di Reghin dalla prima alla seconda, alla scuola rumena della stessa città dalla quarta alla sesta e alla scuola superiore "San Basilio" di Blaj dalla settima all'ottava, distinguendosi sempre tra i migliori allievi.
Grazie all'acutezza della sua intelligenza, alla forza di lavoro, alla puntualità, al suo spirito altamente ordinato, alla bontà e alla gentilezza irradiate conquistò tutti essendo, per il suo modo di essere, un leader innato e amato.
Al "San Basilio" ebbe come compagni di classe Ioan Suciu (poi vescovo), Ioan Miclea (futuro filosofo degno rappresentante del neo-tomismo), Nicolae Margineanu (futuro psicologo e professore a Cluj) e Ioan Vultur (futuro sacerdote e scrittore). Era molto amichevole con tutti, specialmente con i colleghi, e sempre accessibile. Sapeva ascoltare e capire tutti. Non aveva opinioni appassionate, non si arrabbiava con nessuno ma cercava di suggerire all'interlocutore in che casi potesse avere ragione. Creò un'amicizia di pensieri e di ideali particolarmente preziosa con il suo compagno di classe Ioan Suciu. Questa amicizia, basata anche su affinità profonde e aspirazioni e ideali era ancora più particolare per le differenze di carattere. Mentre Ionel - come veniva chiamato dagli studenti - era di carattere talvolta volubile, con riflessi fulminei, con una memoria eccezionale e un eloquio splendido, Titu era un ragazzo che viveva ritirato e con calma, analizzava i pensieri in modo più approfondito, penetrando le grandi realtà.
Titu Liviu Chinezu e Ionel Suciu erano felici l'uno per l'altro. Questa amicizia sarebbe durata fino alla morte. Nel 1925 furono inviati a studiare teologia al Pontificio collegio greco di Sant'Atanasio a Roma. Proseguirono poi gli studi al Pontificio istituto internazionale Angelicum e al Pontificio ateneo de Propaganda Fide. Il giovane teologo Titu Liviu Chinezu sottolineò costantemente sia i suoi studi sia i suoi progressi nella vita interiore. Insieme al suo collega Ioan Suciu meditò per diverso tempo di entrare nella Compagnia di Gesù. Ma, alla fine, dopo aver espresso questo desiderio in una lettera per Blaj, il metropolita Vasile Suciu si oppose. Il corso della sua vita prese una svolta completamente diversa.
Dopo aver conseguito il dottorato in filosofia e avendo quasi completato gli studi teologici, il 31 gennaio 1930 fu ordinato presbitero a Roma. L'anno successivo tornò in patria e fu nominato professore di religione presso la Scuola Normale per maestri elementari di Blaj. A scuola era un docente dinamico, coloro che si aprirono a lui rimasero colpiti dal suo tatto e rimasero affascinati dai giudizi e dagli orientamenti ricevuti. Era un vero iniziatore delle vocazioni e uno dei più illustri servitori della Chiesa greco-cattolica rumena. Padre Alexandru Mircea, originario della Spagna, già suo studente, testimoniò che gli doveva tutto.
Nel 1937 venne trasferito al Dipartimento di apologetica e filosofia dell'Accademia teologica "Santissima Trinità" di Blaj. In seguito divenne rettore dello stesso ateneo. Sia come professore sia come rettore si dimostrò un ammirevole organizzatore e rinnovatore dei vecchi insegnamenti, dando loro un nuovo respiro e un nuovo ritmo. Anche diversi anni dopo i suoi ex studenti ricordavano il suo nome con rispetto, elogio e soggezione.
Personalità poliedrica, sempre rivolta a promuovere la Chiesa, organizzò e guidò l'associazione sacerdotale "Sfântul Nichita de Remesiana", perché riunisse quei sacerdoti non celibi che si sentivano emarginati, soli e dimenticati in parrocchie remote. Organizzò l'associazione in modo tale che due o tre giovani sacerdoti celibi potessero incontrare dei sacerdoti più anziani che si prendessero cura di loro, li iniziassero e li guidassero, li sostenessero nelle difficoltà con fiducia. Nell'associazione, lo statuto riformato e approvato nel 1935 prevedeva agli articoli dal 9 al 13 un programma spirituale giornaliero dettagliato per i membri e altri compiti periodici come esercizi spirituali mensili e annuali. Nell'editoriale del bollettino dell'associazione del 25 marzo 1945 padre Chinezu disse che: "Lo scopo e i grandi benefici che l'Associazione "San Nicola" avevano portato alla Chiesa alcuni servizi di grande importanza per i suoi membri e unici nella storia della nostra Chiesa: il fine di un'amicizia salda e sacerdotale, il sostegno di molti attraverso un programma stabile di vita spirituale; il desiderio per l'orientamento di tutto il nostro sacerdozio, in modo elevato nella verità ecclesiastica. Ci sono cose che, senza la nostra Associazione, sarebbero solo di sporadiche". Secondo il sociologo Lamarzelle "l'associazione era una forza, un immenso potere di Dio fatto disponibile per l'umanità". Padre Chinezu volle che questa forza diventasse una fonte di luce e di energia per la Chiesa. Manteneva una corrispondenza costante con tutti, annunciava la data degli esercizi spirituali, faceva conoscere i temi da discutere all'Assemblea Generale. Grazie all'associazione "Unio Apostolica", approvata da Roma e guidata da monsignor Anton Durcovici acquistò un terreno a Cluj dove l'Associazione "San Nicola" costruì una casa di incontri fraterni ed esercizi spirituali. Avviò una forte corrente di filosofia a sostegno delle idee neotomiste e organizzò corsi di iniziazione alla filosofia seguiti da un gran numero di studenti, chierici e laici, molti insegnanti delle scuole di Blaj, intellettuali e altri professionisti. A tal fine, tradusse dal francese l'"Introduzione alla filosofia" di Jacques Maritain.
Pubblicò una raccolta di sue meditazioni con il titolo "Face à la Vie" e numerosi articoli su giornali e riviste con contenuti pedagogici e di cultura cristiana al fine di accrescere la vita spirituale dei giovani. Aveva una speciale devozione e ammirazione per Santa Teresa d'Avila, una grande mistica spagnola. Alcune persone a lui vicine dissero che aveva iniziato a scrivere un'opera sulla vita e la dottrina di Teresa d'Avila, che purtroppo rimase incompiuta. Anche quando fu rinchiuso nel carcere di Sighetu Marmației nutriva la speranza che se avesse riacquistato la libertà, avrebbe fatto un pellegrinaggio alla tomba della santa. Compassionevole e condiscendente con gli altri, aveva anche un grande difetto: l'essere troppo esigente con sé stesso. Non era mai soddisfatto di quello che scriveva e pertanto pubblicò relativamente poche opere, poi andate perdute. Era un catalizzatore di energia. Raccoglieva intorno a sé gli insegnanti e gli intellettuali in piccoli circoli, incoraggiandoli a pubblicare, come la serie "La gente Blaj" i migliori scrittori di libri come Nicolae Comșa, Dionisie Popa, Nicolae Lupu e altri, presentato in forme attraenti ma con il pieno rispetto della verità storica, alcune delle grandi figure che hanno resero Blaj una fonte di luce per l'intera razza umana. Alcuni di questi scrittori, che giravano intorno a padre Titu Liviu Chinezu, entrarono nella storia della letteratura romena, come i talentuosi Pavel Dan e Radu Brateș.
Lo stesso si può dire delle sue implicazioni nella vita dei seminaristi. A titolo di esempio, nel 1940, seguendo le indicazioni provenienti da Baron Killinger (che, per evitare ogni possibile discordia tra rumene e ungheresi, come futuri alleati contro i sovietici nella guerra che inizieranno nell'estate del 1941), Antonescu aveva bandito ogni manifestazione il 1 ° dicembre 1940. Il padre cinese decise allora di fare una commemorazione interiore, alla quale parlerà padre Man e uno studente. Secondo le istruzioni ricevute, gli studenti uscirono segretamente, in modo cospiratorio, due, tre, finché non furono raccolti sulla collina di Iancu Cross. Ruvido qui, intorno alla croce, hanno tirato fuori il tricolore tenuto fino ad allora sotto i loro vestiti, lo hanno eseguito cantando "Wake up, Romanian!". I 120 studenti, in formazione tune, su quattro file, scesero in città, scorrendo tra gli applausi animati dell'intera popolazione. Dopo aver attraversato il Ponte delle Bugie (come i locali chiamavano il ponte sulla ferrovia), furono fermati da un enorme cordone di guerrieri. Dato questo ostacolo imprevisto, il primo ductorul Padureanu è stato affrontato a gran voce dalla folla che si era radunata praticamente tutta Blaj era lì: "E 'un vero peccato sfilata oggi con tricolore rumeno di testa?" Un sonoro "NO" da migliaia di gole fu la risposta, e l'acclamazione di tutta la popolazione, ha rotto il cordone, proseguendo la sua marcia verso piazza Duomo e rientrò il seminario. Era un'idea del genitore cinese. Aveva rischiato il suo lavoro e la libertà, ma l'idea doveva superare. Il Blaj doveva rimanere fedele a se stesso. Anche se molto vicino e la comprensione con la buona fede inflessibile di fronte a dei seminaristi con maniere inammissibili, non importa quanto sia difficile e sono stati sottoposti a loro protettori nella gerarchia.
Nel 1947 fu trasferito come protopope a Bucarest. Presto riunì intorno a sé molti giovani e studenti.
Nel 1948 il nuovo regime comunista mise fuori legge la Chiesa greco-cattolica rumena. Il 28 ottobre 1948 padre Chinezu venne arrestato e portato al monastero di Neamț, insieme ad altri 25 sacerdoti greco-cattolica. Fu poi trasferito al monastero Căldărușani a Gruiu, vicino a Bucarest. Venne quindi portato alla villa patriarcale di Dragoslavele, trasformata in luogo di prigionia per il clero greco-cattolico.

### Ministero episcopale
Nel 1949 papa Pio XII lo nominò vescovo ausiliare di Făgăraș e Alba Iulia e titolare di Regiana. Ricevette l'ordinazione episcopale in segreto il 3 dicembre 1949 nel monastero Căldăruşani dall'eparca di Gran Varadino dei Rumeni Valeriu Traian Frențiu, coconsacranti l'eparca di Cluj-Gherla Iuliu Hossu, quello di Lugoj Ioan Bălan e il vescovo ausiliare di Gran Varadino dei Rumeni Ioan Suciu.
Nonostante tutte le precauzioni prese affinché il regime non venisse a sapere dell'evento, la notizia si diffuse ugualmente ed il neovescovo Titu Liviu Chinezu fu allora trasferito al penitenziario di Sighetu Marmației. Lì un capitano della Securitate gli propose di aderire alla Chiesa ortodossa rumena. Alla categorica negazione della proposta il capitano se andò furioso. Vasile Ciolpan, il direttore della prigione, tornò nervosamente alla cella, e padre Chinezu venne sanzionato con l'isolamento per due settimane.
Nei primi anni di permanenza a Sighetu Marmației fu costretto ai lavori forzati fino a quando le gravi condizioni di salute non gli permisero di lasciare la cella. "A causa della sua sensibilità eccezionale, dice padre Alexandru Ratiu, il vescovo Chinezu soffrì molto in prigione, ma non si lamentò mai, al contrario, provava a rafforzare le speranze intorno a lui. Il suo esempio rimarrà vivo per coloro che hanno vissero con lui".
Spesso, un ufficiale della Securitate gli offrirono di passare all'Ortodossia ma rifiutò sempre. Un giorno il vescovo Chinezu disse: "Signore, sono abbastanza stupito di vedere che il governo comunista che si dichiara ateo, mostrare tanto interesse per la nostra conversione". L'ufficiale gli rispose: "Tu dovresti stare attento a quello di cui stai parlando. Ci sono tra noi persone che conoscono più teologia di te". Più tardi nello stesso giorno arrivò il comandante della prigione, che disse loro che erano stati accusati di fornicazione.
Per dimostrare che la resistenza dei preti e dei vescovi greco-cattolici poteva essere sconfitta, i dirigenti della prigione decisero di prendere misure drastiche. Era il freddo inverno del 1955. Monsignor Chinezu era già gravemente malato. Una notte iniziò a sputare sangue, ma ricevette alcuna assistenza medica. Avvisato l'infermiere del carcere della sua situazione, questi con la scusa di portarlo in infermeria lo ha isolò ancor di più in una cella più grande, non riscaldata. Il comandante della prigione, Vasile Ciolpan, ordinò che la sua finestra fosse aperta, nonostante le gelate. La sua cella era la numero 62 sulla destra della dell'edificio. Documenti di recente scoperti dimostrano che monsignor Chinezu spese fino all'ultimo giorno di vita con i suoi colleghi vescovi e si era confessato il giorno prima, dal reverendo Alexandru Todea, futuro cardinale. Ne è prova anche la testimonianza di padre Coriolan Tămâian, raccolta dal postulatore, che esamina la causa della canonizzazione del vescovo-martire. "Il 12 gennaio 1955 era malato [Vescovo Chinezu], non parlò, non mangiò fino alla mattina del 15 gennaio. Stiamo trovando a" coprire", non vedere la guardia, come vescovo Frentiu e vescovo Suciu altrimenti li ha portati lì a morire. vagò in guardia, un rutena, visto malato, ha notato la guardia, che ha portato con me in un'altra stanza, una persona, dicendo che sarebbe stato portato in ospedale, che ho obiettato. "Mi ha afferrato, il risvolto della giacca, non voleva andarsene." Morì due ore dopo.
Morì nel pomeriggio del 15 gennaio. Fu sepolto senza onori in un punto oggi non noto nel cimitero dei poveri, dove riposano, tra gli altri, Ioan Suciu, altri vescovi, sacerdoti, e molti dignitari, a cui il regime comunista tolse la vita.

## Beatificazione
Il processo di beatificazione iniziò il 28 gennaio 1997 con la dichiarazione di nihil obstat alla causa. Tale atto gli concesse il titolo di Servo di Dio. Il processo eparchiale approfondì la sua vita e quella degli altri sei vescovi greco-cattolici perseguitati dal regime comunista attraverso la raccolta di documentazione e testimonianze. Esso si svolse dal 16 gennaio 1997 al 10 marzo 2009. Alla fine di questo processo locale le conclusioni vennero inviate alla Congregazione delle cause dei santi a Roma che convalidò il processo il 18 febbraio 2011. Il 27 maggio dell'anno successivo venne nominato un relatore per aiutare il postulatore a redigere la positio. Nell'aprile del 2018 la positio venne consegnata alla Congregazione delle cause dei santi.
Il 19 marzo 2019 papa Francesco ricevette in udienza privata il cardinale Giovanni Angelo Becciu, prefetto della Congregazione delle cause dei santi, e lo autorizzò a promulgare il decreto riguardante il martirio dei Servi di Dio Valeriu Traian Frențiu, Vasile Aftenie, Ioan Suciu, Titu Liviu Chinezu, Ioan Bălan, Alexandru Rusu e Iuliu Hossu, vescovi; uccisi in odio alla Fede in diversi luoghi della Romania tra il 1950 e il 1970.
Vennero beatificati il 2 giugno 2019 durante una cerimonia tenutasi al Campo della Libertà di Blaj e presieduta da papa Francesco.
Il postulatore per questa causa di beatificazione congiunta fu padre Vasile Man. Il relatore fu il frate francescano conventuale Zdzisław Kijas.

## Genealogia episcopale
La genealogia episcopale è:
- Arcivescovo Michal Rahoza
- Arcivescovo Hipacy Pociej
- Arcivescovo Iosif Rucki
- Arcivescovo Antin Selava
- Arcivescovo Havryil Kolenda
- Arcivescovo Kyprian Žochovs'kyj
- Arcivescovo Lev Zaleski
- Arcivescovo Jurij Vynnyc'kyj
- Arcivescovo Luka Lev Kiszka
- Vescovo György Bizánczy
- Vescovo Inocențiu Micu-Klein, O.S.B.M.
- Vescovo Mihály Emánuel Olsavszky, O.S.B.M.
- Vescovo Vasilije Božičković, O.S.B.M.
- Vescovo Grigore Maior, O.S.B.M.
- Vescovo Ioan Bob
- Vescovo Samuel Vulcan
- Vescovo Ioan Lemeni
- Vescovo Vasile Erdély
- Arcivescovo Alexandru Şterca Şuluţiu de Kerpenyes
- Vescovo Iosif Papp-Szilágyi
- Arcivescovo Ioan Vancea
- Arcivescovo Victor Mihaly de Apşa
- Vescovo Valeriu Traian Frențiu
- Vescovo Titu Liviu Chinezu